# ハサウ・チャン・カウィール2世
ハサウ・チャン・カウィール2世（Jasaw Chan K'awiil II、fl. 869年頃）は現在のグアテマラにあたるペテン盆地地域に位置する先コロンブス期のマヤ文明の中心地であったティカルの9世紀の統治者。
この頃のティカルは地域大国としても政治権力としても既に衰退しており、ハサウ・チャン・カウィールは現存する碑文から窺い知る事のできる最後の統治者である。
彼の記念物として知られるのは、1つの石碑とそれに付随する祭壇のみであり、それにはティカルで復元・解読された中では最も新しい日付をもつ碑文が彫られている。この「石碑11」と名付けられた記念物はティカルで発見された古典期末期の唯一のものであり、そこには長期暦で10.2.0.0.0 3アハウ3ケフ、先発グレゴリオ暦に換算して869年8月15日という日付が含まれている。